# Catedral de Zadar

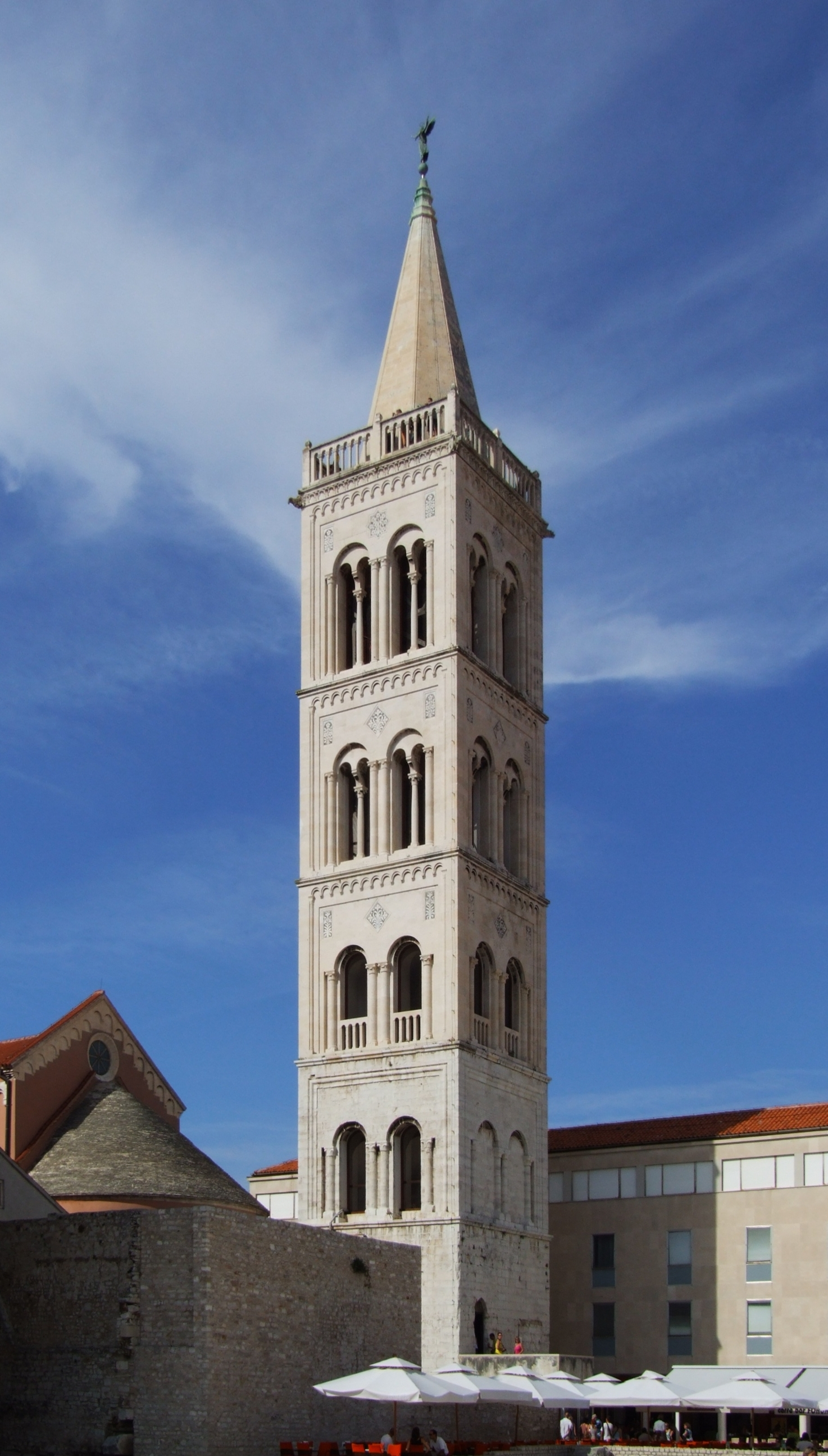
El campanar de la catedral

La catedral de Santa Anastàsia de Zadar és la més gran de la regió de Dalmàcia a Croàcia, construïda entre els segles xii i xiv amb estil romànic tardà i gòtic.
L'edifici actual va reemplaçar en el segle xii una basílica paleocristiana de tres naus. L'extraordinària façana és amb total seguretat l'element més destacat del conjunt. Va ser erigida en el segle xiii i recorda la de l'església de Sant Crisogen de la mateixa ciutat, amb la mateixa influència toscana. El primer cos està decorat amb motius típicament romànics, mentre que el timpà és del 1324. Dues rosasses decoren el portal de la façana.
A l'interior, l'amplada de la nau resulta impressionant. El cadiratge del cor està profusament decorat en estil gòtic florit típic de principis del segle xv. També destaca el cimbori i el primer mosaic cristià a la sagristia.